# Recta secante

Recta secante que corta una curva.

Secantes, cuerdas y tangentes de la circunferencia.

Una recta secante (lat. secare "cortar") es una recta que corta a una curva en 2 puntos. La recta adquiere el nombre de recta Secante.
Dados los puntos de intersección A y B puede calcularse la ecuación de la recta secante. Para ello en matemáticas se emplea la ecuación de la recta que pasa por dos puntos:
{\displaystyle y={\frac {y_{A}-y_{B}}{x_{A}-x_{B}}}x+{\frac {x_{A}y_{B}-x_{B}y_{A}}{x_{A}-x_{B}}}}